# Cancer de l'estomac
 Mise en garde médicale
Le cancer de l'estomac ou cancer gastrique est une forme de cancer se développant aux dépens de la paroi gastrique.
Par définition, l'adénocarcinome gastrique est un cancer de l'épithélium dont le centre est à plus de 2 cm en dessous de la jonction œsogastrique ; les lésions situées au-dessus de cette limite sont classées dans les tumeurs du cardia. Leur traitement est spécifique.
La plupart des cancers de l'estomac semblent dus à la pullulation et à l'installation dans l'estomac d'une bactérie (Helicobacter pylori)   qui produit une protéine oncogène (« Cag », ou CagA) et qui est favorisée par un régime riche en sel.

## Épidémiologie
Les cancers de l'estomac sont la deuxième cause de décès par cancer dans le monde,.
Ils sont plus fréquents au Japon, en Chine, au Chili et en Irlande. L'incidence annuelle du cancer de l'estomac est en diminution constante depuis vingt ans. En France, elle est actuellement de sept à huit mille nouveaux cas par an. En revanche, la fréquence des cancers du cardia est en augmentation.
La survie à 5 ans est de 10 à 15 %. 80 % sont diagnostiqués après l'âge de 65 ans. Les deux tiers le sont à un stade avancé.

### Facteurs de risque
Le cancer de l'estomac est statistiquement lié à un faible niveau socioéconomique et à des modes alimentaires spécifiques (fumages, salages). Les facteurs de risque environnementaux sont donc :
- faible consommation de vitamines A, C, et E[1] (produits frais) ;
- alimentation riche en nitrates ou en sel[8]. Chez l'animal de laboratoire, un excès de sel dans le bol alimentaire favorise le cancer de l’estomac en augmentant la virulence d'Helicobacter pylori[5] ce qui conduit à l'augmentation de la production de la protéine oncogène CagA. Des gerbilles de Mongolie ont été nourries avec un régime salé, les unes ayant été infectées par une souche sauvage normale de H. pylori dite cagA+et les autres par une souche isogène mutante cagA− ne produisant pas cette protéine. 4 mois après l'infection, un adénocarcinome gastrique était détecté chez 100 % des animaux infectés par la souche produisant la protéine cagA et exposée à un régime salé, chez 58 % des animaux exposés à la même souche, mais consommant un régime sans sel, mais chez aucun des animaux infectés par la souche mutante cagA-[5], et les animaux ayant consommé les aliments les plus salés avaient les cancers les inflammations gastriques les plus développées et le pH le plus élevé[5] ;
- le tabagisme[9].
- l'alcoolisme[10].

Certaines affections favorisent le cancer de l'estomac. Ce sont :
- les antécédents de chirurgie gastrique ;
- les inflammations de l'estomac (gastrites) dont celles dues à un reflux ou à l'infection par Helicobacter pylori[11], une bactérie Gram-négative, qui a coévolué avec l'humain[12], présente chez environ la moitié des êtres humains dans le monde[5], et qui colonise facilement l'estomac et y persiste en résistant à son acidité et à la réponse immunitaire, même forte[13],[14]. La diversité génétique et structurale[15] est chez cette bactérie importante[16], ce qui lui permet de s'adapter à ses hôtes[17]. Seuls certains types d'Helicobacter semblent toutefois plus néfastes[18].

Il existe enfin des prédispositions génétiques aux cancers gastriques (moins de 3 % des cas) :
- syndrome HNPCC ;
- polypose adénomateuse rectocolique familiale ;
- syndrome de Peutz-Jeghers[20] ;
- polypose juvénile ;
- cancers gastriques diffus héréditaires (mutation du gène codant la protéine Cadhérine E constituant un tiers des formes génétiques[19]).

La disparité de la fréquence du cancer selon la géographie est probablement plus due à un facteur environnemental qu'à un facteur génétique, comme peut l'attester l'évolution de la fréquence de la maladie chez les enfants de migrants.

## Anatomopathologie
Il s'agit d'adénocarcinomes dans 85 % des cas. Deux formes sont reconnues :
- les formes intestinales (plutôt bien différenciées), dont on décrit des formes de développement différentes : invasive ou superficielle, végétante ou ulcérée ;
- la linite gastrique, diagnostic macroscopique (paroi rigide blanchâtre épaissie ayant l'aspect du lin).

Les cellules indépendantes « en bague à chaton » sont en faveur d'une linite gastrique mais de façon non exclusive.
Les autres formes histologiques rarement retrouvées sont, dans moins de 15 % des cas, les lymphomes (de type MALT par exemple), et, dans 1 à 3 % des cas, des sarcomes (avec en particulier les GIST) et des métastases d'autres tumeurs.
Il existe deux systèmes de classification des tumeurs gastriques : la classification japonaise et celle, beaucoup plus employée en Europe en Amérique, dite classification TNM, décrite ci-dessous :
- T0 pas de tumeur
- Tis tumeur in situ
- T1 extension à la muqueuse ou sous-muqueuse
- T2a extension à la musculeuse
- T2b extension à la sous-séreuse
- T3 extension à la séreuse
- T4 extension aux organes adjacents (rate, côlon transverse, foie, diaphragme, pancréas, paroi abdominale, surrénale, rein, intestin grêle ou rétropéritoine)

- N0 pas de ganglion
- N1 ganglions proximaux
- N2 ganglions régionaux
- N3 ganglions à distance (foie, rate)

- M0 pas de métastase
- M1 métastase (y compris ganglion de Troisier)

## Symptômes
La douleur épigastrique, un amaigrissement du ventre et les signes d'anémie sont les symptômes les plus souvent retrouvés. Le ventre peut aussi enfler de manière significative mais la spécificité reste faible pour évoquer ce type d'affection. Le retard diagnostic est estimé à un an après les premiers signes cliniques.

## Diagnostic
Il n'est pas pratiqué de dépistage de la maladie.
Le diagnostic du cancer de l'estomac est souvent tardif compte tenu du caractère profond de la tumeur et l'absence de symptômes des lésions de petite taille.
Les examens indispensables au diagnostic sont la fibroscopie gastrique et le scanner thoraco-abdomino-pelvien.
Les différents marqueurs tumoraux n'ont que peu d'intérêt dans le dépistage ou la surveillance de ce cancer.

### Fibroscopie gastrique
L'endoscopie digestive haute, ou fibroscopie gastrique, permet de faire des prélèvements biopsiques pour analyse anatomopathologique et de confirmer rapidement le diagnostic. Les biopsies doivent être multiples. Elle peut être couplée à une échographie (échoendoscopie) qui permet de correctement stratifier les stades T (classification TNM).
La fibroscopie gastrique s'effectue en ambulatoire et dure de 10 à 20 minutes.

### Tomodensitométrie
Le scanner thoraco-abdomino-pelvien ou scanner TAP permet de réaliser en un examen le bilan d'extension et parfois d'opérabilité de la tumeur. Elle permet de suspecter, en particulier, une atteinte ganglionnaire ou une métastase.
Une application d'intelligence artificielle (GRAPE) à partir de tomographies (scanner) de routine sans produit de contraste, affiche en essai clinique (NCT06614179) une sensibilité et une spécificité supérieures à la simple analyse radiologique et a permis le dépistage opportuniste de cancers gastriques à un stade précoce. Cette démarche pourrait présenter un « fort potentiel » pour le dépistage à grande échelle des cancers gastriques précoces.

### Examens optionnels
Une cœlioscopie exploratrice peut être proposée si la tumeur est volumineuse, à l’extirpabilité douteuse au scanner, avec suspicion de métastases hépatiques ou de carcinose péritonéale.
En cas de doute sur une lésion métastatique au scanner, une IRM hépatique peut être nécessaire pour écarter cette hypothèse.

## Traitement
La prise en charge des cancers de l'estomac a fait l'objet de la publication de recommandations. Celles de l'« European Society for Medical Oncology » datent de 2016.

### Méthodes thérapeutiques

#### Ablation par fibroscopie
Elle peut être proposée pour les tumeurs de petite taille, sans envahissement de la muqueuse sous-jacente. Le risque d'extension aux ganglions est considéré dans ces cas comme très faible. Le pronostic ultérieur est alors excellent. Cette technique peut parfois être étendue s'il existe une faible extension vers la muqueuse gastrique.

#### Chirurgie
La chirurgie est le seul traitement éventuellement curatif du cancer de l'estomac. Celle-ci est réalisable chez moins de 50 % des patients. Le geste chirurgical dépend de la localisation de la tumeur et de son extension. La chirurgie est contre-indiquée si l'exérèse ne peut pas être complète ou si l'état de santé du patient ne permet pas de réaliser cette intervention avec un risque post-opératoire satisfaisant. La mortalité liée à la chirurgie curative est estimée à 7 %.
L’examen extemporané (c'est-à-dire fait immédiatement, pendant l'acte chirurgical) des marges de résection est recommandé et permet de décider de la suite de l'intervention.
En cas de cancer de l'antre, une gastrectomie distale avec anastomose gastrojéjunale est faite. La marge de sécurité doit être supérieure à 4 cm s'il s'agit d'un cancer de type histologique intestinal, et à 8 cm si le cancer est de type histologique diffus (classification de Lauren).
En cas de cancer du corps ou de la grosse tubérosité, une gastrectomie totale avec anastomose œsojéjunale sur anse en Y de Roux est faite.
En cas de cancer de la grande courbure de type T3-T4 et/ou avec adénopathies de l'artère splénique, une splénectomie (ablation de la rate) est à discuter en fonction du terrain.
S'il existe un envahissement des structures de voisinage, il est nécessaire alors de faire une exérèse monobloc sans dissection ni rupture de la pièce (les biopsies sont prohibées).
La chirurgie de la tumeur doit être accompagnée d'un curage ganglionnaire. Ce curage doit permettre d'analyser au moins 20 ganglions dans le voisinage de l'estomac. L'extension exacte de ce curage est encore sujet de discussion, mais il semblerait que l'exérèse ganglionnaire étendue n'apporte pas de gain en termes de survie.
Les complications immédiates estimées sont de l'ordre de 10 % : infections intra-abdominales, pancréatites, fistules.
Les effets indésirables de la gastrectomie sont les désunions anastomotiques, les ulcères des orifices anastomotiques, les éventrations, lithiases biliaires, diarrhées, dumping syndrome, carences en fer, vitamine B12 ou acide folique.
La chirurgie peut être faite de manière traditionnelle, « à ciel ouvert » ou par cœlioscopie (introduction et maniement des instruments par l'intermédiaire de petites incisions et visualisation du champ opératoire par une petite caméra introduite de même).

#### Radiothérapie
La radiothérapie seule n'a pas d'efficacité démontrée dans le traitement à visée curative du cancer de l'estomac, sauf en cas de maladie localisée (mais non extirpable chirurgicalement). Par contre elle est parfois utilisée dans le traitement palliatif, soit en cas d'obstruction de l'orifice supérieur ou inférieur de l'estomac par la croissance tumorale, soit en cas de saignement gastrique, soit encore dans un but antalgique.
La radiothérapie, faite avant l'intervention chirurgicale, pourrait avoir un intérêt, qui semble cependant limité.

#### Radiochimiothérapie
Il semble qu'une radiothérapie associée à une chimiothérapie (radiochimiothérapie) à base de 5-FU diminue le risque de rechute chez les patients opérés d'un cancer de l'estomac localement évolué. Le protocole utilisé s'appelle protocole Mac Donald. il associe dix à douze cures de chimiothérapie (soit cinq à six mois de traitement) et une radiothérapie pendant 5 semaines à partir du troisième cycle de chimiothérapie. Il s'agit d'un traitement agressif qui doit être réservé à des patients en mesure de le supporter.

#### Chimiothérapie
En traitement adjuvant (débuté en postopératoire), les résultats des études de chimiothérapie exclusive sont contradictoires. Une majorité d'essais, datant d'avant 2000, sont cependant décevants. Quelques études plus récentes ont de meilleurs résultats : protocole ECF (épirubicine, cisplatine, 5-FU), appelé également MAGIC.
En cas de maladie métastatique, par rapport aux soins palliatifs, la chimiothérapie améliore la survie et la qualité de vie. Les taux de réponse sont de 15 à 51 %, les médianes de survie de 6 à 10 mois en fonction des essais. les molécules qui peuvent être utilisées en situation métastatique sont la doxorubicine, l'épirubicine, le 5-fluorouracile, le méthotrexate, le cisplatine et le docétaxel. Il n'existe pas de polychimiothérapie standard acceptée pour la maladie métastatique. Le protocole DCF (docetaxel, 5FU, cisplatine) semble aujourd'hui donner les meilleurs résultats mais avec des toxicités élevées. Le protocole ECF (épirubicine, cisplatine, 5-FU) est utilisé dans plusieurs pays. On utilise parfois aussi le protocole ELF (etoposide, leucovorin, 5-FU) en raison de sa meilleure tolérance en particulier chez les patients plus âgés et plus fragiles.
Un cinquième de ces cancers ont une surexpression de la protéine HER2, constituant une cible thérapeutique. Dans ces formes, l'ajout du trastuzumab permet un gain faible sur la durée de survie. Dans les formes résistantes, l'association trastuzumab-deruxtecan permet un bénéficie supplémentaire.
Une chimiothérapie intrapéritonéale est parfois proposée pour tenter de réduire le risque d'évolution vers une carcinose péritonéale de mauvais pronostic.

## Surveillance
[Recommandation de la FFCD]
Le bénéfice sociologique d'une surveillance après ablation totale de la tumeur n'étant ni confirmé ni infirmé, la pertinence du suivi dépend du patient et de son aptitude à supporter un nouveau traitement en cas de récidive.
En cas de gastrectomie ou de splénectomie le suivi de ces opérations est à réaliser.
Si l'ablation de la tumeur n'est que partielle, ou que des ganglions sont atteints, la suite du traitement sera décidée selon les symptômes.

## Pronostic
Il semble être très sensiblement meilleur au Japon par rapport aux autres pays, probablement en rapport avec une politique de dépistage précoce dans un pays à forte incidence. Dans les autres pays, la mortalité atteint 75 %.

## Prévention
L'effet de l'éradication systématique par antibiotiques de l'Helicobacter pylori sur l'incidence du cancer de l'estomac est mise en évidence par une étude. La bactérie inhiberait en particulier le gène p53, ce qui permet aux cellules cancéreuses de proliférer,. Une autre explication serait liée l'activation de la toxine Caga en association avec le virus d'Epstein-Barr. Le traitement par antibiotique a une efficacité limitée à 80 % des cas à cause en particulier de la présence de biofilms. Une vision plus récente de la microbiologie constate que la bactérie est hébergée par au moins la moitié de la population, ce qui en fait plutôt une bactérie du microbiote qui dans 80 % à 90 % des cas ne donnera pas d'ulcère ou de cancer. La suppression de la bactérie dans la flore intestinale serait une cause de développement du syndrome de l'intestin irritable. La bactérie a aussi une action contre l'obésité et le diabète. Seules certaines modifications génétiques de la bactérie auraient une action carcinogène,. Les gènes de virulence de la bactérie pourraient s'exprimer en particulier dans le transfert de gènes que l'on observe dans un biofilm et sous l'effet de facteurs externes (alimentation…). La recherche de ces derniers gènes pourrait être envisagée dans l'optique de la mise au point d'un vaccin. Cependant la détection par analyse métagénomique de ces variations parait assez compliquée étant donné la grande variabilité constatée. L'action de la bactérie serait plutôt liée à sa capacité à former un biofilm qui en attaquant la muqueuse crée l'ulcère ou le cancer,,,. Ainsi dans un biofilm contenant Helicobacter 8% de gènes seraient exprimés en plus, par rapport aux formes planctoniques (mobiles). L'Acétylcystéine serait un inhibiteur de son biofilm,,, augmentant ainsi selon certaines études d'au moins 10 %, les chances d'éradication de la bactérie par action des antibiotiques. Les études sur l'efficacité de l'Acétylcystéine donnent cependant des résultats plutôt contradictoires, en particulier à cause de la diversité des bactéries Helicobacter pylori rencontrées, dont les gènes sont assez variables,, (variabilité justifiant aussi l'antibiorésistance). Une analyse génomique des bactéries Helicobater du patient permettrait d'optimiser le pronostic et le traitement,,.